# Otho-Corpus-Evangeliar
Das Otho-Corpus-Evangeliar ist das Fragment einer illustrierten Handschrift aus dem 8. Jahrhundert im insularen Stil.
Die Handschrift wurde bei einem Brand im Jahre 1731 schwer beschädigt, daher ist das ursprüngliche Aussehen nur in Fragmenten erkennbar.
36 Blätter waren an einem anderen Ort und sind erhalten, außerdem die Kopie einer Seite.
Die Handschrift enthielt die vier Evangelien des Neuen Testaments in lateinischer Sprache (Vulgatafassung), dazu ganzseitige farbige Miniaturen der vier Evangelisten und ihrer Symbole.
Die Darstellung eines Löwen als Symbol von Markus ist auf einem angebrannten Blatt zu erkennen.
Die Handschrift wurde im 8. Jahrhundert von irischen Mönchen auf den Britischen Inseln oder dem europäischen Festland angefertigt und gehört zur insularen Buchmalerei.
Die Fragmente der beschädigten Handschrift befinden sich heute in der British Library in London (MS Cotton Otho C V), die unbeschädigten Blätter im Corpus Christi College in Cambridge (MS 197B), die Kopie von 1725 in der British Library.

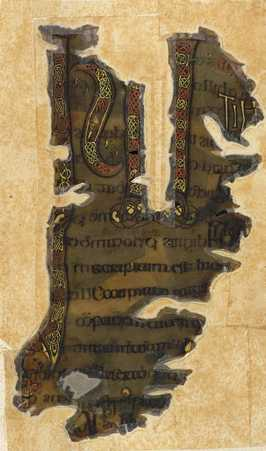
Die Incipit-Seite des Markus-Evangeliums
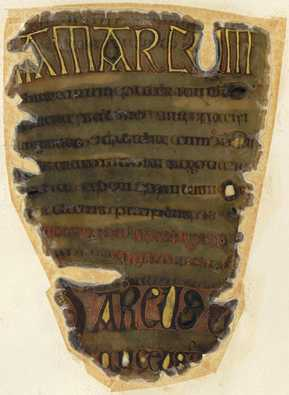
Einleitung zum Markus-Evangelium
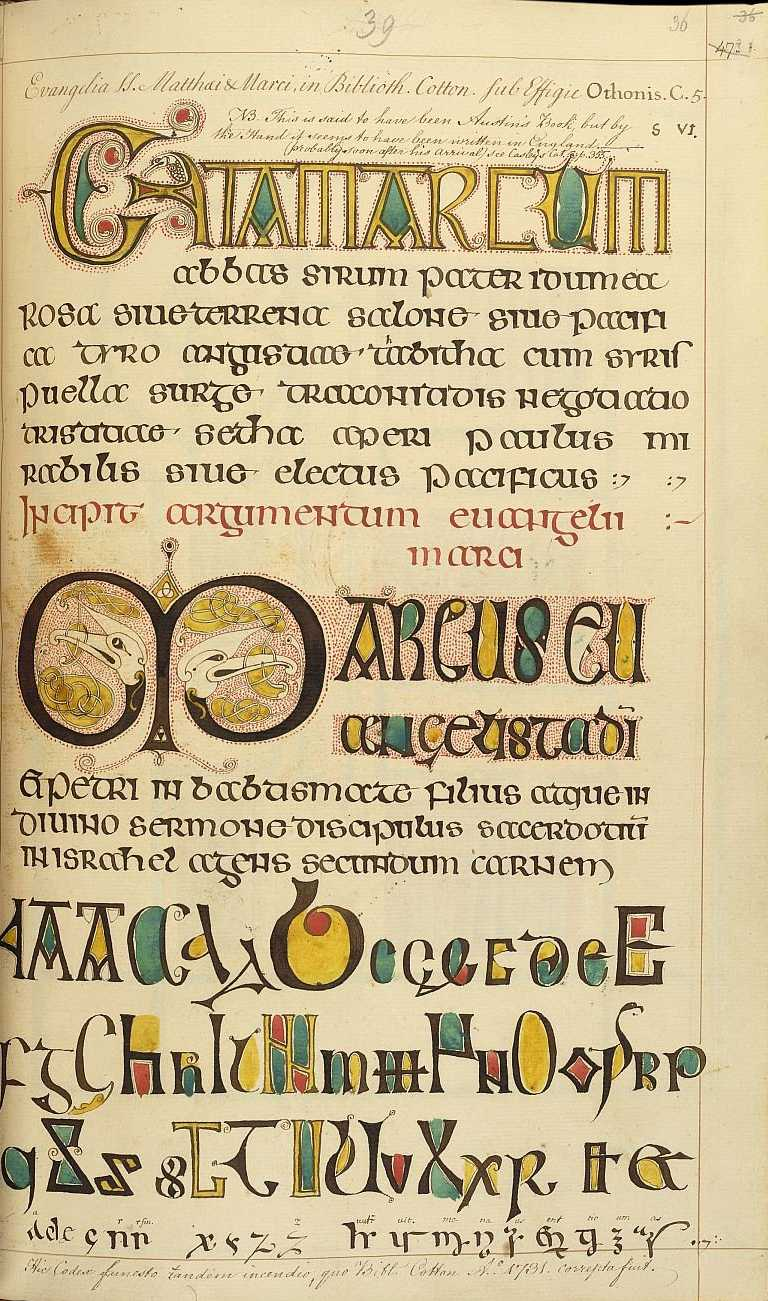
Einleitung zum Markus-Evangelium, Kopie von 1725